# ماري هاميلتون سويندلر
ماري هاميلتون سويندلر (بالإنجليزية: Mary Hamilton Swindler)‏ (1 يناير 1884 - 16 يناير 1967 ) عالمة آثار، ومؤرخة الفن، وعالمة الإنسان، وباحثة في تاريخ العصور الكلاسيكية من الولايات المتحدة.

## الجوائز
- زمالة الجمعية الملكية للفنون
- الجمعية الأمريكية للنساء الجامعيات
- المجلس الأمريكي للجمعيات العلمية